# 8826 Corneville
8826 Corneville eller 1988 PZ1 är en asteroid i huvudbältet som upptäcktes den 13 augusti 1988 av den belgiske astronomen Eric W. Elst vid Haute-Provence-observatoriet. Den är uppkallad efter den franska byn Corneville.
Asteroiden har en diameter på ungefär 12 kilometer och den tillhör asteroidgruppen Themis.